# 國際職業足球員協會
國際職業足球員協會（法語：Fédération International de Footballeurs Professionels，簡稱FIFPro），是一個代表全球各地職業足球員的的國際體育組織，現時共有40個國家的職業球員成為該會的成員。1965年12月15日，由來自法國，蘇格蘭，英國，義大利及荷蘭球員的各代表於巴黎會面，並且同時成立國際職業足球員協會。此外足球遊戲發行商向國際職業足球員協會購買球員知識產權，可獲得成員國及地區的真實球員名字。

## 獎項
由2005年開始，國際職業足球員協會設立三個獎項表揚每一年表現優秀的足球員，包括年度世界最佳十一人（World XI Player Awards），年度世界最佳球員（World Player of the Year）及年度最佳年青球員（Young Player of the Year），每個獎項由全世界的職業球員投票選出。

### 年度世界最佳十一人
世界最佳十一人是以門將，後衛，中場及前鋒不同位置由候選人名單中各自選出最佳的球員。
从2009年起，国际职业足球员协会与国际足联一起将两个组织的最佳阵容合二为一，將獎項稱為国际足联年度最佳阵容。

### 年度世界最佳球員
得獎球員必須為世界最佳十一人選舉當中獲得較多的票數
| 年份   | 球員                   |
| ------ | ---------------------- |
| 2005年 | 朗拿甸奴 (巴塞隆拿)    |
| 2006年 | 朗拿甸奴 (巴塞隆拿)    |
| 2007年 | 卡卡 (AC米蘭)          |
| 2008年 | 基斯坦奴·朗拿度 (曼聯) |

2009年以後與金球獎合併。

### 年度世界最佳中場球員
| 年份   | 球員              |
| ------ | ----------------- |
| 2005年 | 馬基利尼 (車路士) |

### 年度最佳年青球員
該獎項分別以委員會及球迷選出兩位年度最佳年青球員
| 年份       | 年度最佳年青球員 (由官方選出) | 年度特別最佳年青球員 (由球迷選出) |
| ---------- | ----------------------------- | --------------------------------- |
| 2004至05年 | 朗尼 (曼聯)                   | 基斯坦奴·朗拿度 (曼聯)            |
| 2005至06年 | 美斯 (巴塞隆拿)               | 李威廉 (大埔足球會)               |
| 2006至07年 | 美斯 (巴塞隆拿)               | 基斯坦奴·朗拿度 (曼聯)            |
| 2007至08年 | 美斯 (巴塞隆拿)               | 美斯 (巴塞隆拿)                   |

## 成員
| - 阿尔及利亚 - 阿根廷 - 奥地利 - 比利时 - 巴西 - 喀麦隆 - 智利 - 賽普勒斯 - 丹麦 | - 英格兰 - 埃及 - 芬兰 - 法國 - 希腊 - 香港 - 匈牙利 - 爱尔兰 - 以色列 | - 義大利 - 日本 - 墨西哥 - 荷蘭 - 奈及利亞 - 新西兰 - 挪威 - 巴拉圭 - 秘魯 - 波蘭 | - 葡萄牙 - 乌拉圭 - 羅馬尼亞 - 俄羅斯 - 苏格兰 - 南非 - 西班牙 - 瑞典 - 瑞士 - 乌克兰 |

## 外部連結
- FIFPro官方網站（页面存档备份，存于）

1. ↑  .   [2024-07-28]. （原始内容存档于2024-07-28）.